# Bèsties fantàstiques i on trobar-les (pel·lícula)
Bèsties fantàstiques i on trobar-les (títol original en anglès, Fantastic Beasts and Where to Find Them) és una pel·lícula de 2016 dirigida per David Yates i escrita per J. K. Rowling, inspirada en el llibre homònim de Rowling. Es tracta d'una preqüela de les pel·lícules de Harry Potter que succeeix a la ciutat de Nova York dels anys 1920. És la primera pel·lícula de cinc previstes. Ha estat doblada al català.
Es narren algunes de les aventures de Newt Scamander, autor del llibre de text Bèsties fantàstiques i on trobar-les —lectura obligatòria a l'escola Hogwarts—, quan es desplaça a Nova York per assistir al Congrés de Màgia dels EUA.
Aquesta pel·lícula representa el debut de J. K. Rowling com a guionista de cinema. Per la seva banda, David Yates serà la cinquena vegada que dirigeix una pel·lícula de l'univers Harry Potter, essent el director de les quatre anteriors pel·lícules. Així mateix, David Heyman seguirà sent el productor, després d'haver participat en totes les vuit pel·lícules.
El rodatge de la pel·lícula va començar al 17 d'agost de 2015 a Warner Bros. Studios, Leavesden.

## Estrena
La data d'estrena va ser el 18 de novembre de 2016 a tot el món. L'endemà de l'estrena de la pel·lícula va sortir a la venda el guió en edició impresa, per les editorials Little, Brown al Regne Unit i Scholastic als EUA, i en format electrònic.
Abans de l'estrena per al públic en general, se'n van fer d'especials amb l'assistència dels actors principals. La primera va ser el 8 de novembre a Toronto. El 10 de novembre es va estrenar a Nova York amb la presència de J.K. Rowling i el dia 12 se'n va fer una altra projecció, aquest cop al Carnegie Hall, a benefici de l'organització sense ànim de lucre fundada per J. K. Rowling, Lumos.

## Repartiment
- Eddie Redmayne com a Newt Scamander (Regne Unit, 1897): és un cèlebre magizoòleg que, gràcies al seu lloc de treball a l'Agència per a l'Estudi i Vigilància dels Dracs, realitza diversos viatges arreu del món que li permeten investigar sobre bèsties màgiques.[9]
- Katherine Waterston com a Tina.
- Alison Sudol com a Queenie, germana de la Tina.
- Dan Fogler com a Jacob.
- Ezra Miller com a Credence.
- Samantha Morton com a Mary Lou.
- Jenn Murray com a Chastity.
- Colin Farrell com a Graves.